# Joris Dumeryplein

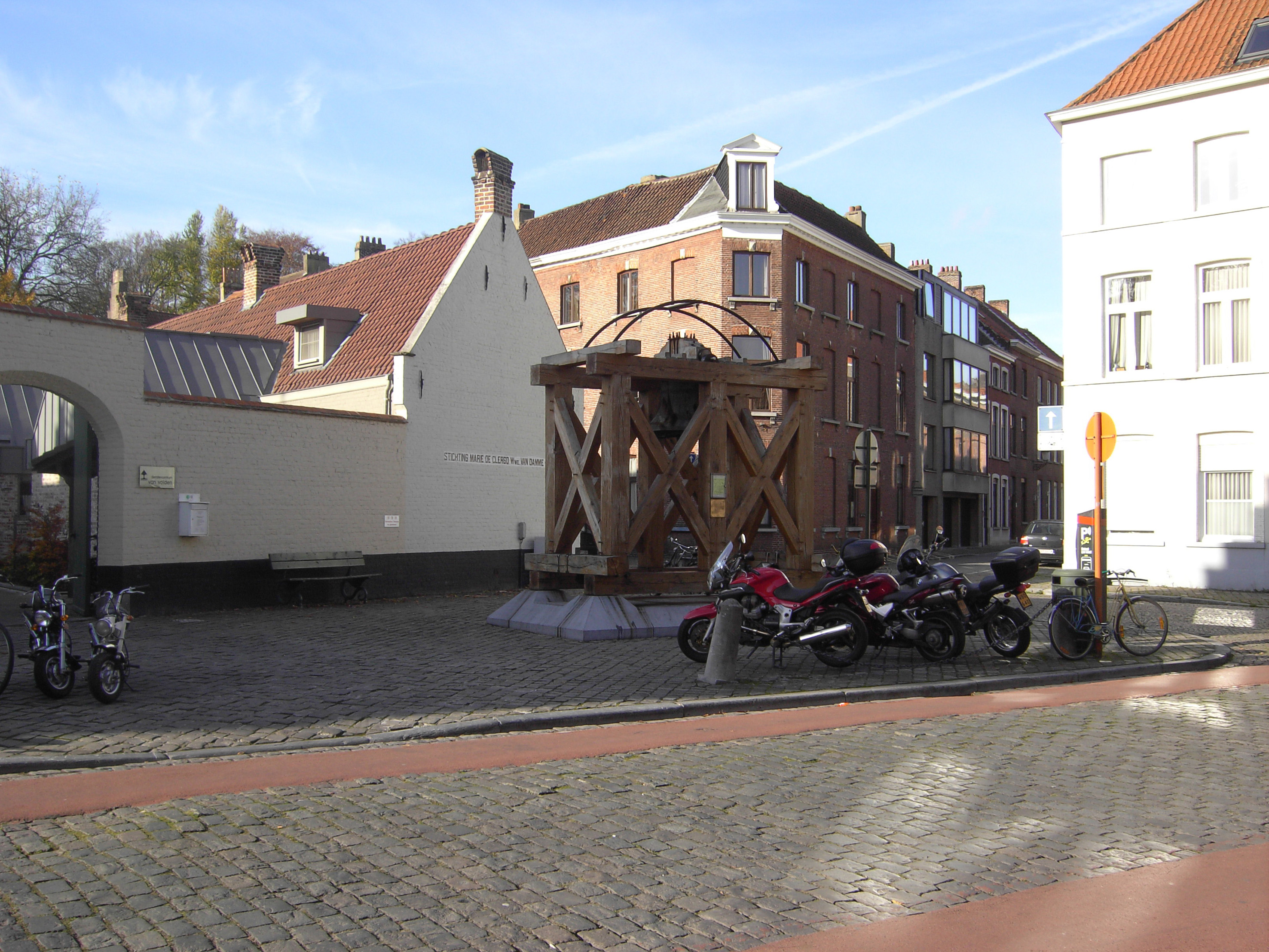
Het Joris Dumeryplein.

Het Joris Dumeryplein is een pleintje in het centrum van Brugge.

## Beschrijving
Het is gelegen in de Boeveriewijk aan de samenkomst van de Maagdenstraat en de Van Voldenstraat, langs de Boeveriestraat. Het plein is op het einde van de twintigste eeuw genoemd naar de stamvader van het klokkengietersgeslacht Dumery, dat actief was in Brugge tot midden 19e eeuw. Voordien maakte het pleintje (eigenlijk niet veel meer dan een wegverbreding) deel uit van de Boeveriestraat.
Joris Dumery (1715-1787) was onder meer de bouwer van de Brugse beiaard, die in het Belfort hangt. De beiaard bestaat uit 47 klokken en weegt 27,5 ton.
De klok die opgesteld staat op dit naar haar maker genoemde plein, werd gegoten in 1742 en wordt nog op geregelde tijdstippen geluid.
Het pleintje kreeg zijn naam in september 1989. Het onderscheidt de plek van de straten die er op uitmonden: Boeveriestraat, Maagdenstraat en Van Voldenstraat.